# Lê Hùng Phi
Lê Hùng Phi là chính trị gia người Việt Nam. Ông từng giữ chức vụ Chủ tịch Ủy ban Mặt trận Tổ quốc Việt Nam tỉnh Quảng Bình nhiệm kì 2009-2014 và nhiệm kì 2014-2019.

## Tiểu sử
Từ năm 2005 đến năm 2011, Lê Hùng Phi là Giám đốc Sở Văn hóa, Thể thao và Du lịch tỉnh Quảng Bình.
Từ năm 2011 đến tháng 12 năm 2015, Lê Hùng Phi là Chủ tịch Ủy ban Mặt trận Tổ quốc Việt Nam tỉnh Quảng Bình.
Lê Hùng Phi là Đại biểu Hội đồng nhân dân tỉnh Quảng Bình khóa 16 nhiệm kì 2011-2016, Ủy viên Ban thường vụ Tỉnh ủy Quảng Bình.
Ngày 27, 28 tháng 5 năm 2014, tại Đại hội đại biểu lần thứ 12 nhiệm kỳ 2014 - 2019 Ủy ban Mặt trận Tổ quốc Việt Nam tỉnh Quảng Bình, Lê Hùng Phi tái đắc cử chức vụ Chủ tịch Ủy ban Mặt trận Tổ quốc Việt Nam tỉnh Quảng Bình nhiệm kì nhiệm kỳ 2014 - 2019.
Từ năm 2016 đến năm 2018, Lê Hùng Phi là Chủ tịch Hội Di sản Quảng Bình. Ông có bằng thạc sĩ.
Sáng ngày 15 tháng 10 năm 2017, tại Đại hội lần thứ 2 Hội Di sản văn hóa Việt Nam tỉnh Quảng Bình, Lê Hùng Phi tái đắc cử chức vụ Chủ tịch Hội Di sản văn hóa Việt Nam tỉnh Quảng Bình nhiệm kỳ 2017-2022.